# Aleksander Pawelec
Aleksander Pawelec (ur. 13 grudnia 1915 w Żmudzie, zm. 4 lutego 2019) – polski weteran II wojny światowej, kapitan w stanie spoczynku, żołnierz Lądowej Obrony Wybrzeża, Armii Krajowej i 1 Morskiego pułku strzelców, uczestnik walk Obrony Wybrzeża podczas II wojny światowej oraz Honorowy Obywatel Gminy Wejherowo i Lututowa.

## Życiorys
W 1939 roku służył w plutonie zwiadu 1 Morskiego pułku strzelców w Wejherowie. W latach 1930–1931 zdobył I i II stopień przysposobienia wojskowego. We wrześniu 1939 r. z tą jednostką brał udział w obronie Wybrzeża m.in. Redy, Rumi, Kępy Oksywskiej. Po kapitulacji dostał się do niewoli. Po ucieczce z obozu jenieckiego we wrześniu 1940 wrócił w rodzinne strony i podjął walkę z okupantem wstępując w szeregi oddziału Armii Krajowej. Powojenne lata swojego życia spędził w Gdyni, gdzie mieszkał do śmierci. Ukończył Wyższą Szkołę Ekonomiczną w Sopocie. W 2001 został uhonorowany zaszczytnym tytułem Weterana Walk o Wolność i Niepodległość Ojczyzny oraz medalem im. Eugeniusza Kwiatkowskiego „Za wybitne zasługi dla Gdyni”. 21 marca 2016 roku w wieku 100 lat został mianowany kapitanem w stanie spoczynku.
Ojciec chrzestny Sztandaru Batalionu Dowodzenia Marynarki Wojennej w Wejherowie.
Pochowany został 8 lutego 2019 na Cmentarzu Marynarki Wojennej w Gdyni-Oksywiu.
Jego żoną była Stanisława Pawelec (zmarła w 2018).

## Publikacje
Losy wojenne Pawelec opisał w książkach pt. „Wspomnienia z lat młodości i II Wojny Światowej 1934 – 1945” (Lututów – Wieluń 2006) oraz „Wspomnienia z lat dojrzałości w czasach powojennych 1945-1957” (2015).